# Vida Stout
Pour les articles homonymes, voir Stout (homonymie).
Vida Mary Stout, née le 20 février 1930 et morte le 21 juillet 2012, est une limnographe et administratrice universitaire néo-zélandaise, première femme à être doyenne de la faculté des sciences d'une université néo-zélandaise.

## Biographie
Fille de Thomas Duncan MacGregor Stout (en), médecin et petite-fille de Robert Stout, Premier ministre de 1884 à 1887, elle est née et a grandi à Wellington, où elle fait ses études à Woodford House, à Havelock North (en) (Hawke's Bay).
Elle étudie ensuite à l'Université Victoria de Wellington, où elle obtient un Bachelor of Science et un Master of Science en zoologie. Sa thèse porte sur les « Hydracarina de la province de Wellington ». Stout obtient ensuite un doctorat au Bedford College de l'université de Londres, où elle étudie les Daphnia.
De retour en Nouvelle-Zélande après un travail post-doctoral en Suède, elle fonde en 1968, avec Ann Chapman (en), la New Zealand Limnological Society (aujourd'hui New Zealand Freshwater Sciences Society). Elle en est la première présidente, avant d'en devenir membre honoraire à vie. Elle est aussi membre de longue date de la section Canterbury de la Société royale de Nouvelle-Zélande, qu'elle a présidée en 1983.
Stout est nommée au département de zoologie de l'université de Canterbury en 1958, où elle reste jusqu'à sa retraite en 1996. Pendant son mandat, elle occupe les postes de doyenne des sciences de 1984 à 1998, de vice-présidente du comité d'administration académique de l'université de 1992 à 1995 et joue un rôle dans la création du cours de Master en sciences environnementales,. Ses recherches portent sur la biologie et la chimie des lacs de l'île du Sud, notamment sur la nature et l'évolution des communautés de zooplancton au fil du temps. Elle entreprend des études à long terme sur les lacs Pearson et Grassmere, près de la station de l'université, située à Cass .
Après avoir pris sa retraite en 1996, Vida Stout continue à se rendre à son bureau presque tous les jours jusqu'à ce que l'université lui en interdise l'accès, invoquant des craintes pour sa sécurité en raison de l'évolution de sa maladie de Parkinson, maladie qui l'emporte en 2012.
L'université de Canterbury conserve ses archives.

## Hommage
En 2017, elle est sélectionnée pour faire partie des « 150 femmes en 150 mots » de la Société royale de Nouvelle-Zélande, qui célèbre les contributions des femmes à la connaissance en Nouvelle-Zélande.